# Королёвка (Золочевский район)
Королёвка (укр. Королівка) — село в Бродовской городской общине Золочевского района Львовской области Украины. Находится в 5,5 км к северу от села Лешнев и в 24 км по автодорогам к северу от города Броды.

## История
Группа домов неподалёку от границы с Российской империей возникла к середине XIX века в округе Броды края Золочев Галиции.
В 1939 году в присёлке села Лешнев гмины Лешнев Бродовского повята Тарнопольского воеводства Польши проживало около 140 немцев.
В том же году село вошло в состав Львовской области УССР, в 1968 и 1978 годах входило в состав Лешневского сельсовета.
В 1989 году население составляло 170 человек (77 мужчин, 93 женщины).
По переписи 2001 года население составляло 149 человек, почти все (99,33 %) назвали родным языком украинский, 1 человек (0,67 %) — русский.
Имеются народный дом общества «Просвита», фельдшерско-акушерский пункт. С 1991 года вновь открылась церковь Архистратига Михаила (УГКЦ), действовавшая ещё во время Второй мировой войны и затем закрытая.